# Risto Björlin
Risto Uolevi Björlin (* 9. Dezember 1944 in Vaasa) ist ein ehemaliger finnischer Ringer und Bronzemedaillengewinner bei den Olympischen Spielen 1972 in München.

## Werdegang
Risto Björlin begann im Jahre 1954 im Alter von 10 Jahren mit dem Ringen. Er wurde Mitglied des dem finnischen Arbeitersportverband (TUL) angehörigen Vereins Vasaan Toverit. Er entwickelte sich dort zu einem hervorragenden Ringer im griech.-röm. Stil. 1962 machte er durch einen 2. Platz im Fliegengewicht bei den finnischen Meisterschaften hinter Raimo Salimäki auf sich aufmerksam. Nach diesem Erfolg wechselte er zu Vaasan Voima-Veikot (VVV), einem Verein, der dem allgemeinen finnischen Ringerverband angehörte. Im Rahmen seines beruflichen Werdeganges trat Risto in die Polizei ein und wechselte deshalb noch einmal seinen Verein, er ging zu Kuortaneen Kunto.
Zu seinem ersten Einsatz bei einer internationalen Meisterschaft kam er schon 1963 bei der Weltmeisterschaft in Helsingborg. Mit zwei Siegen, darunter einem über den deutschen Meister Rolf Lacour aus Köllerbach und zwei Niederlagen kam er auf den 8. Platz.
Bis 1976 startete Risto dann regelmäßig bei Welt- und Europameisterschaften und war auch bei den Olympischen Spielen 1964, 1968 und 1972 mit dabei. Dabei rang er immer im griech.-römischen Stil, zuerst im Fliegengewicht, aber schon ab 1966 im Bantamgewicht. Er platzierte sich fast immer unter den zehn besten Ringern seiner Gewichtsklasse, scheiterte aber meist an den absoluten Spitzenkönnern wie Armais Sajadow aus der UdSSR, Fritz Stange aus der BRD, Ion Baciu aus Rumänien, Hans-Jürgen Veil aus der BRD und János Varga aus Ungarn. Trotzdem gelang es ihm durch seine Beharrlichkeit doch noch zu größeren Erfolgen zu kommen.
1968 belegte er bei der Europameisterschaft in Västerås mit fünf Siegen und nur einer Niederlage gegen János Varga den 3. Platz. 1969 wurde er in Modena im Bantamgewicht gar Europameister, profitierte dabei allerdings vom Boykott dieser Meisterschaft durch die osteuropäischen Verbände, der dadurch zustande kam, weil der italienische Staat die Hissung der DDR-Flagge im Veranstaltungslokal nicht erlaubte.
Bei den Olympischen Spielen 1972 in München gewann Risto die Bronzemedaille im Bantamgewicht, wobei ihm auch bemerkenswerte Siege über David Hazewinkel aus den USA u. An Chun-Young aus Nordkorea gelangen. 
Schließlich wurde Risto 1974 in Madrid auch noch einmal Vizeeuropameister. Lediglich der sowjetische Sportler Farhat Mustafin konnte ihn bei dieser Meisterschaft besiegen. Ristos Ziel war es noch einmal bei den Olympischen Spielen 1976 in Montreal zu starten. Dieses Ziel erreichte er aber nicht, denn in Finnland war ihm in Pertti Ukkola ein enorm starken Konkurrent erwachsen, der ihm den Weg zu diesen Spielen versperrte. Wie gut Ukkola war, zeigte sich dann in Montreal, als dieser Olympiasieger wurde.
Risto Björlin beendete daraufhin seine internationale Ringerkarriere, stand danach aber noch viele Jahre seinem Verein als Trainer im Nachwuchsbereich zur Verfügung.

## Erfolge

### Internationale Erfolge
(OS = Olympische Spiele, WM = Weltmeisterschaft, EM = Europameisterschaft, GR = griech.-röm. Stil, Fl = Fliegengewicht, Ba = Bantamgewicht)
- 1963, 8. Platz, WM in Helsingborg, GR, Fl, mit Siegen über Jörgen Jensen, Dänemark, und Rolf Lacour, BRD, und Niederlagen gegen Gilbert Bougard, Frankreich, und Sergej Rybalko, UdSSR;
- 1964, 11. Platz, OS in Tokio, GR, Fl, nach Niederlagen gegen Ignazio Fabra, Italien, und Rolf Lacour;
- 1966, 4. Platz, EM in Essen, GR, Ba, mit Siegen über Arthur Spaenhoven, Belgien, und Laurens Alflen, Niederlande, und Niederlagen gegen Ion Baciu, Rumänien, und Armais Sajadow, UdSSR;
- 1966, 7. Platz, WM in Toledo/USA, GR, Ba, mit Siegen über Charles Coffee, USA, und Bernard Knitter, Polen, und Niederlagen gegen Ion Baciu, und Fritz Stange, BRD;
- 1967, 8. Platz, EM in Minsk, GR, Ba, mit einem Sieg über Arthur Spaenhoven und Niederlagen gegen Ünver Besergil, Türkei, und Hartmut Puls, DDR;
- 1967, 6. Platz, WM in Bukarest, GR, Ba, mit Siegen über Öivind Solksjaer, Norwegen, und Rafael Sopana, Spanien, und Niederlagen gegen Christo Traikow, Bulgarien, und Tsutomu Hanahara, Japan;
- 1968, 3. Platz, EM in Västerås, GR, Ba, mit Siegen über Józef Lipień, Polen, Jan Neckař, CSSR, Fritz Stange, BRD, Schora Zakarjan, UdSSR, und Othon Moschidis, Griechenland, und einer Niederlage gegen János Varga, Ungarn;
- 1968, 8. Platz, OS in Mexiko-Stadt, GR, Ba, mit Siegen über Javier Raxon, Guatemala, und Józef Lipień und Unentschieden gegen János Varga und Karlo Covic, Jugoslawien;
- 1969, 1. Platz, EM in Modena, GR, Ba, mit Siegen über Ernst Hack, Österreich, Schürch, Schweiz, Karlo Covic und Giuseppe Bognanni, Italien;
- 1969, 7. Platz, WM in Mar del Plata, GR, Ba, mit einem Sieg über Karl Staric, Kanada, und Niederlagen gegen Christo Traikow und An Chun-Young, Nordkorea;
- 1970, 9. Platz, EM in Berlin, GR, Ba, mit einem Sieg über Mac Scaiola, Italien, und Niederlagen gegen János Varga und Christo Traikow;
- 1970, 6. Platz, WM in Edmonton, GR, Ba, mit Siegen über Ron Astrella, Neuseeland, und Kaya Özcan, Türkei, einem Unentschieden gegen Ion Baciu und einer Niederlage gegen Rustem Kasakow, UdSSR;
- 1972, 5. Platz, EM in Kattowitz, GR, Ba, mit Siegen über Christo Traikow, Agina Deva, Albanien, Jan Neckař und Niederlagen gegen Ion Baciu und Józef Lipień;
- 1972, Bronzemedaille, OS in München, GR, Ba, mit Siegen über Jörn Kronsgaard, Dänemark, David Hazewinkel, USA, An Chun-Young, Nordkorea, und Jan Neckař und Niederlagen gegen János Varga und Hans-Jürgen Veil, BRD;
- 1973, 10. Platz, WM in Teheran, GR, Ba, mit einem Sieg über Ernst Hack und Niederlagen gegen Rustam Kasakow und Mehmet Uysal, Türkei;
- 1974, 2. Platz, EM in Madrid, GR, Ba, mit Siegen über Mehmet Uysal, Theodorus Lammers, Niederlande, Per Lindholm, Schweden, Ion Dulica, Rumänien, und János Szönyi, Ungarn, einem Unentschieden gegen Ivan Frgić, Jugoslawien, und einer Niederlage gegen Farhat Mustafin, UdSSR;
- 1975, 15. Platz, EM in Ludwigshafen am Rhein, GR, Ba, nach Niederlagen gegen Farhat Mustafin und Hans-Jürgen Veil;
- 1976, 11. Platz, EM in Leningrad, GR, Ba, nach Niederlagen gegen Lars Malmkvist, Schweden, und Hans-Jürgen Veil

### Finnische Meisterschaften
Risto Björlin wurde finnischer Meister 1963 im Fliegengewicht und 1970 und 1976 im Bantamgewicht. Dazu errang er noch sechs Vizemeisterschaften und belegte einmal den dritten Platz.
Meisterschaften im Verband TUL:
- 1960, 3. Platz, FS, bis 52 kg, hinter Teuvo Näätänen und Lars Lax
- 1961, 3. Platz, FS, bis 52 kg, hinter Lars Lax und Kaarlo Nykänen

Meisterschaften im allgemeinen Ringerverband:
- 1962, 2. Platz, GR, bis 52 kg, hinter Reino Salimäki und vor Tom Rutqvist
- 1963, 1. Platz, GR, bis 52 kg, vor Arvo Ranta und Arto Kyllönen
- 1967, 2. Platz, GR, bis 57 kg, hinter Raimo Taskinen und vor Matti Horttanainen
- 1968, 2. Platz, GR, bis 57 kg, hinter Seppo Nordlund und vor Raimo Taskinen
- 1969, 2. Platz, GR, bis 57 kg, hinter Raimo Taskinen und vor Jussi Vesterinen
- 1970, 1. Platz, GR, bis 57 kg, vor Raimo Taskinen und Pertti Ukkola
- 1971, 2. Platz, GR, bis 57 kg, hinter Pertti Ukkola und vor Jorma Kujanne
- 1972, 2. Platz, GR, bis 57 kg, hinter Pertti Ukkola und vor Jussi Vesterinen
- 1974, 3. Platz, GR, bis 57 kg, hinter Pertti Ukkola und Pertti Savolainen
- 1976, 1. Platz, GR, bis 57 kg, vor Taisto Kallijärvi und Kari Väliaho